# Ierland op het Eurovisiesongfestival 2011

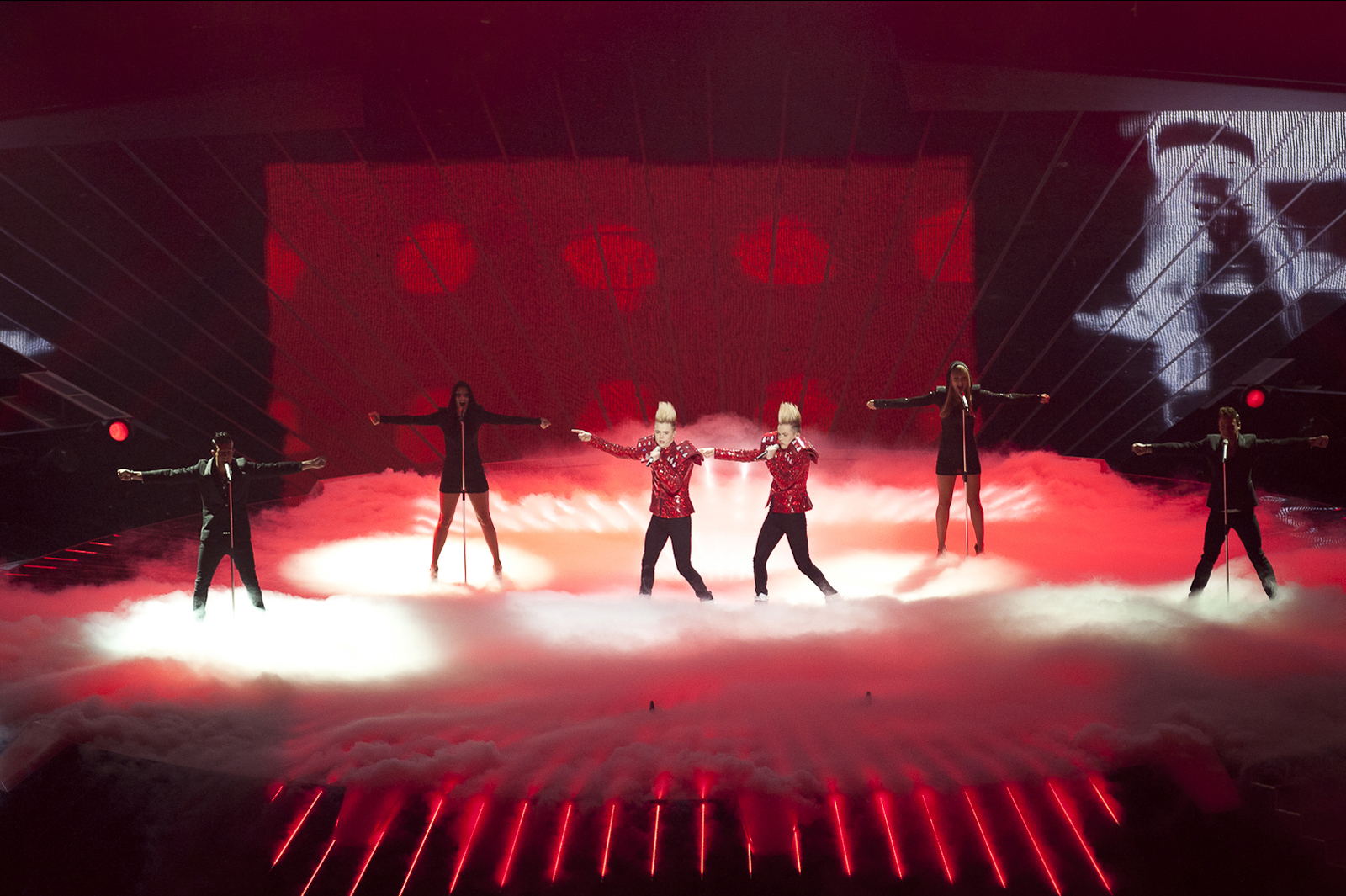
Jedward haalde zowel in de tweede halve finale als in de finale de achtste plaats.

Ierland nam deel aan het Eurovisiesongfestival 2011 in Düsseldorf, Duitsland. Het was de 45ste deelname van het land aan het Eurovisiesongfestival. De RTE was verantwoordelijk voor de Ierse bijdrage aan de editie van 2011.

## Selectieprocedure
Op 3 november 2010 maakte Raidió Teilifís Éireann (RTE) bekend te zullen deelnemen aan het Eurovisiesongfestival 2011 in Duitsland. De selectie zou opnieuw gebeuren via het jaarlijkse Eurosong. Op 26 november 2010 maakte de Ierse nationale omroep zijn plannen voor de nationale preselectie bekend. In plaats van de inschrijvingen te openen voor alle geïnteresseerden, werden er vijf specialisten ter zake aangeduid die een act mochten samenstellen en begeleiden. De vijf waren Caroline Downey-Desmond (directeur en event producer), Ronan Hardiman (componist), David Hayes (musicalspecialist en arrangeur), Willie Kavanagh (directeur van EMI Music Ierland) en zangeres Liam Lawton.
De nationale selectie van 2011 was net als in 2010 onderdeel van het praatprogramma The Late Late Show. Tijdens de door Ryan Tubridy gepresenteerde aflevering van 11 februari 2011 traden de vijf deelnemende acts eerst op en werd vervolgens de winnaar gekozen. Het programma werd door RTE ook op het internet rechtstreeks uitgezonden, waardoor ook internationale Eurovisieliefhebbers de Ierse nationale selectie konden volgen. Zes regionale jury's gaven 2/3 van de punten, het publiek gaf via televoting de resterende 1/3 van de punten.
Na het tellen van de jurystemmen stond het nummer Falling van Nikki Kavanagh eerste met 36 punten en 6 punten voorsprong op de nummer twee. Toen ook de publieksstemmen waren meegerekend, bleek de winnaar uiteindelijk Jedward met Lipstick.  Jedward behaalde in totaal 98 punten, twee punten meer dan de nummer twee Nikki Kavanagh. De eeneiige tweelingbroers John en Edward Grimes vielen vooral op door hun rechtopstaande blonde kuiven.

## Eurosong 2011
| Plaats | Artiest          | Lied                  | Mentor                  | Jury | Publiek | Totaal |
| ------ | ---------------- | --------------------- | ----------------------- | ---- | ------- | ------ |
| 1      | Jedward          | Lipstick              | Caroline Downey-Desmond | 62   | 36      | 98     |
| 2      | Nikki Kavanagh   | Falling               | David Hayes             | 66   | 30      | 96     |
| 3      | Don Mescall      | Talking with Jennifer | Ronan Hardiman          | 44   | 24      | 68     |
| 4      | The Vard Sisters | Send me an angel      | Liam Lawton             | 36   | 18      | 54     |
| 5      | Bling            | Shine on              | Willie Kavanagh         | 32   | 12      | 44     |

## In Düsseldorf
In Düsseldorf trad Ierland aan in de tweede halve finale, op 12 mei. Ierland trad als negentiende en laatste aan, net na Denemarken. Bij het openen van de enveloppen bleek dat Jedward zich had geplaatst voor de finale. Na afloop van het festival zou blijken dat Ierland op de achtste plaats was geëindigd, met 68 punten. In de finale trad Ierland als zesde van 25 landen aan, na Hongarije en voor Zweden. Aan het einde van de puntentelling stond Jedward opnieuw op de achtste plaats, dit keer met 119 punten. Het was het beste resultaat van Ierland sinds 2000, toen het land zesde werd.